# 加西市立北条東小学校
加西市立北条東小学校（かさいしりつ ほうじょうひがししょうがっこう）は、兵庫県加西市北条町に所在する公立小学校。2020年（令和2年）4月1日現在の児童数は308名となっている。

## 概要
加西市北条地区は、兵庫県の南東部に位置しており、学校は丸山公園に隣接している。1990年（平成2年）4月1日、北条小学校より分離して開校した。

## 沿革
- 1990年（平成2年）4月1日 - 加西市立北条小学校より分離し、北条小学校校舎の一部を使用して｢加西市立北条東小学校｣を開校
- 1990年（平成2年）8月21日 - 新校舎へ移転、新校舎竣工式
- 1991年（平成3年）3月6日 - プール完成
- 1991年（平成3年）10月25日 - 校歌制定
- 1992年（平成4年）3月31日 - 屋外運動広場完成
- 1993年（平成5年）5月31日 - エレベーター設置
- 2013年（平成25年）3月31日 - 各教室エアコン設置、トイレ洋式化完了
- 2016年（平成28年）4月1日 - 学童保育棟竣工

## 教育目標
「夢や希望をもって、たくましく生きる児童の育成」

## 学校行事
| - 4月 始業式、入学式、交通安全教室 - 5月 火災避難訓練 - 6月 自然学校 | - 7月 終業式 - 8月 - 9月 始業式、運動会 | - 10月 修学旅行 - 11月 終業式 - 12月 | - 1月 始業式 - 2月 - 3月 6年生を送る会、卒業式、修了式 |

## 通学区域
- 北条町横尾の一部、北条町横尾1丁目、北条町古坂の一部、北条町古坂1丁目 - 7丁目、北条町東南、北条町西南377番地の2、北条町東高室、北条町西高室、鎮岩町の一部、尾崎町の一部、段下町の一部、中西町の一部[2]

## 進学先中学校
公立中学校の進学先は、北条中学校

## 校区内の施設
- 加西市役所
- 市立加西病院
- 加西市民会館コミュニティセンター
- 加西市健康福祉会館
- 加西市立 総合教育センター
- 北条東こども園
- 兵庫県立播磨農業高等学校
- 加西警察署
- 北はりま消防本部 加西消防署
- 丸山総合公園
- 加西市民グラウンド

## 交通
北条鉄道北条線北条町駅から南に約1キロメートル、徒歩15分

## 通学区域が隣接している学校
- 加西市立北条小学校
- 加西市立富合小学校
- 加西市立九会小学校
- 加西市立下里小学校
- 加西市立賀茂小学校